# Емі Гаменік
Емі Жаклін Гаменік (англ. Amy Jaclyn Gumenick, нар.17 травня 1986) — американська телеакторка шведського походження. Відома такими ролями, як Наталі Голловей в однойменному телевізійному фільмі (2009) та його продовженні, молода Мері Вінчестер у телесеріалі «Надприродне» (2008–10), Керрі Каттер / Амур у «Стрілі» (2014—2019) та Філомена Чир у Поворот: Шпигуни Вашингтона (2014–17).

## Біографія
Гаменік народилася у місті Гудіксвалль в Швеції. Вона закінчила Каліфорнійський університет у Санта-Барбарі в 2008 році, отримавши ступінь бакалавра в галузі театру з нахилом на акторську майстерність.
Перша роль Гаменік була в короткометражному фільмі під назвою «Сайонара Ельвіко». Потім знялася у телесеріалі «Армійські дружини». Згодом знялася у ролі молодої Мері Кемпбелл, яка стала Мері Вінчестер у телесеріалі «Надприродне».
Потім були ролі у телепроєктах «Як я зустрів вашу маму», «Анатомія Грей», «Та, що говорить з привидами» та «Кістки», перш ніж її взяли на роль Наталі Голловей в однойменному фільмі. Вона також з'явилася у продовженні фільму 2011 року «Справедливість для Наталі Голловей».
Згодом вона з'явилася в епізодах серіалів «Касл», «Незвичайна сімейка», «Болота», «Шукачка», «Грімм», «C.S.I.: Місце злочину Маямі», «Місце злочину: Нью-Йорк» та «Правила спільного життя».
У 2014 році отримала роль Філомени в серіалі AMC «Поворот: Шпигуни Вашингтона» . У серпні 2014 року також отримала роль Керрі Каттер / Амур у телесеріалі CW «Стріла».

## Фільмографія
| Рік       |    | Українська назва                   | Оригінальна назва                     | Роль                                              |
| --------- | -- | ---------------------------------- | ------------------------------------- | ------------------------------------------------- |
| 2005      | кф | Сайонара Ельвіко                   | Sayonara Elviko                       |                                                   |
| 2008      | с  | Армійські дружини                  | Army Wives                            | Лі Енн (серія «Зміни в останню хвилину»)          |
| 2008      | с  | Мій найгірший ворог: Теорія змови  | My Own Worst Enemy: Conspiracy Theory | Емілі Кент (вебізоди)                             |
| 2008—2009 | с  | Університет                        | Greek                                 | Реган (2 серії)                                   |
| 2008—2010 | с  | Надприродне                        | Supernatural                          | юна Мері Вінчестер (2 серії)                      |
| 2009      | кф | Нічого не знайти                   | Finding Nothing                       | Келсі                                             |
| 2009      | кф | Вихід                              | Quitting                              | дівчина                                           |
| 2009      | кф | Просто додайте воду                | Just Add Water                        | Емі                                               |
| 2009      | с  | Як я зустрів вашу маму             | How I Met Your Mother                 | Аманда (серія «Три дні снігу»)                    |
| 2009      | с  | Анатомія Грей                      | Grey's Anatomy                        | Бекка Веллс (серія «Яка різниця в день»)          |
| 2009      | с  | Та, що говорить з привидами        | Ghost Whisperer                       | Гвен Кольєр (серія «Не бачити зла»)               |
| 2009      | с  | Кістки                             | Bones                                 | Пейдж Сейлз (серія «Прекрасний день у сусідстві») |
| 2009      | тф | Наталі Голловей                    | Natalee Holloway                      | Наталі Голловей                                   |
| 2010      | с  | Касл                               | Castle                                | Даніель (серія «Господарка завжди шльопає двічі») |
| 2010      | с  | Незвичайна сімейка                 | No Ordinary Family                    | Олівія Шеффер (серія «Незвичний землетрус»)       |
| 2011      | с  | Болота                             | The Glades                            | Гвендолін Генлі (серія «Гібтаун»)                 |
| 2011      | с  | Шукачка                            | The Closer                            | Шеннон Гіршбаум (серія «Служити з любов'ю»)       |
| 2011      | с  | Грімм                              | Grimm                                 | Джильда Дарнер (серія «Ведмеді будуть ведмедями») |
| 2011      | тф | Справедливість для Наталі Голловей | Justice for Natalee Holloway          | Наталі Голловей                                   |
| 2012      | с  | C.S.I.: Місце злочину Маямі        | CSI: Miami                            | Гайді Тейлор (серія «Дружній вогонь»)             |
| 2013      | кф | Америка 101                        | America 101                           | сексуальна співробітниця                          |
| 2013      | с  | Місце злочину: Нью-Йорк            | CSI: NY                               | Сандра Чендлер (серія «Кров насправді»)           |
| 2013      | с  | Правила спільного життя            | Rules of Engagement                   | Шарлотта (серія «Кішки та собаки»)                |
| 2014      | ф  | Жорстка злочинність                | Hard Crime                            | дівчина з карти                                   |
| 2014      | кф | Один                               | The One                               | Клер                                              |
| 2014—2019 | с  | Стріла                             | Arrow                                 | Кері Каттер / Амур (7 серій)                      |
| 2014—2017 | с  | Поворот: Шпигуни Вашингтона        | Turn: Washington's Spies              | Філомена Чир (11 серій)                           |
| 2015      | ф  | Обкладинка                         | The Binding                           | Сара                                              |
| 2016      | с  | NCIS: Полювання на вбивць          | NCIS                                  | Катріна Купер (серія «Бути поганим»)              |
| 2018      | ф  | Пташиний короб                     | Bird Box                              | Саманта                                           |
| 2018      | с  | Закоханість в ангелів              | Falling for Angels                    | Шерон (2 серії)                                   |
| 2018      | тф | Неправдивий прибуток               | False Profits                         | Кімберлі                                          |